# Maria Teresa da Espanha
Maria Teresa da Espanha (El Escorial, 10 de setembro de 1638 – Versalhes, 30 de julho de 1683), recordada pela historiografia como a Rainha Triste da França, foi a esposa do rei Luís XIV e Rainha Consorte da França e Navarra de 1660 até à sua morte. Conhecida por sua religiosidade, piedade e simplicidade, viveu negligenciada pela corte e ofuscada pelas muitas amantes do marido.
Filha do rei Filipe IV da Espanha, da casa de Habsburgo, Maria Teresa teve seu casamento arranjado com Luís XIV em 1660, na sequência do Tratado dos Pirenéus, que tinha como propósito selar a paz entre Espanha e França. Maria Teresa teve seis filhos com Luís XIV, dos quais apenas um chegou a idade adulta. Sem qualquer influência política na corte ou no governo francês, ela é frequentemente vista em registros históricos como um alvo de piedade, já que não possuía escolha além de tolerar os diversos casos extraconjugais de seu marido. Entretanto, alguns historiadores contestam sua benevolência, atribuindo a frase "Que comam brioche", popularizada na época da Revolução Francesa, a Maria Teresa e não a sua sucessora, a rainha Maria Antonieta, como é comumente difundido.
Sem papel político relevante, Maria Teresa foi, no entanto, peça fundamental na Guerra da Sucessão Espanhola. Ela detinha reivindicações ao trono da Espanha, através das quais seu neto, Filipe de Anjou, conseguiu herdá-lo em 1700, após a morte do meio-irmão de Maria Teresa, o rei Carlos II, e reinou como Filipe V da Espanha, tendo sido o primeiro monarca espanhol da casa de Bourbon.

## Aparência e personalidade

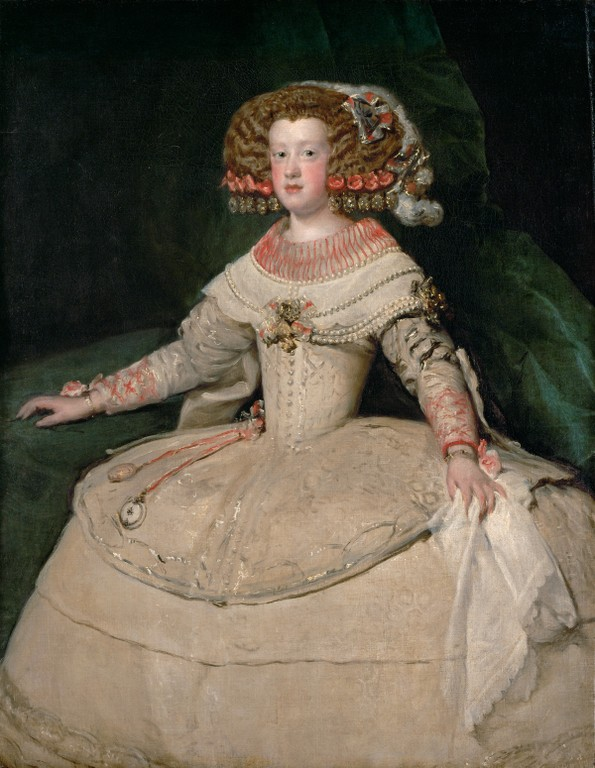
Infanta Maria Teresa aos 14 anos. Seu penteado e vestido com largas anquinhas eram populares na Espanha da época.
Por Diego Velázquez, c. 1653.

Maria Teresa era uma mulher pequena e rechonchuda que se enquadrava nos padrões de beleza da época, ou seja, pele clara e cabelos loiros. Graças à sua mãe, que era da família Bourbon, ela não herdou as características faciais típicas dos Habsburgos espanhóis (prognatismo mandibular) causadas por gerações de casamentos mistos. No entanto, a rainha tinha dentes ruins, pois gostava de comer doces e beber chocolate quente.
Ela era tímida, caridosa, gananciosa e supersticiosa. De natureza modesta, ela passava a maior parte do seu tempo livre com suas damas de companhia que a seguiram da Espanha, seus anões, seus cachorrinhos e seu chocolate. Ela usava saltos muito altos para compensar sua baixa estatura, mas eles frequentemente a faziam cair. No entanto, ela persistiu em usá-los, o que lhe rendeu o escárnio dos cortesãos.
Ao contrário do marido, ela não se interessava por política, mas preferia atos de devoção e jogar cartas com suas damas de companhia. Seu gosto pelo jogo gradualmente se tornou um vício, e ela começou a perder somas consideráveis de dinheiro, às vezes forçando Luís XIV a intervir.
Maria Teresa era apaixonada por Luís XIV e fez tudo o que pôde para ser uma esposa dedicada. Ela seguiu a moda da corte francesa para agradar o rei e o acompanhou em suas viagens. Luís XIV era grato por sua lealdade e, mesmo no auge de seus casos amorosos, ele lhe demonstrava muita amizade e sempre terminava suas noites na cama dela. Além disso, em cada festa o casal real abria o baile com alguns passos de dança, embora Maria Teresa rapidamente se retirasse devido à sua falta de habilidade.
Apesar da timidez, a rainha não se deixou intimidar. Embora seguisse as decisões do rei na maior parte do tempo, quando elas iam contra seus interesses, ela ficava furiosa. Ela também resistiu às amantes do marido o melhor que pôde, lembrando-se de sua posição e origem.
Maria Teresa levou seu papel de mãe a sério, o que era raro na época. Ela apoiou Jacques-Bénigne Bossuet, responsável pela educação do seu filho, o Grande Delfim, como evidenciado por sua correspondência: "Não tolere nada, senhor, na conduta de meu filho, que possa ofender a santidade da religião que ele professa e a majestade do trono ao qual ele está destinado".
A rainha temia os espíritos. À noite, mesmo com o rei ao seu lado, uma mulher lhe contava histórias para fazê-lo dormir e segurava sua mão a noite toda. Esta mulher permaneceu presente mesmo quando o rei desejou cumprir seu dever conjugal.
O rei da França tinha absoluta confiança em sua esposa, que ele sabia ser leal. Ao contrário de outras rainhas de origem estrangeira, como Ana da Áustria na sua juventude, Maria Teresa  nunca conspirou contra os interesses da França.

## Início de vida

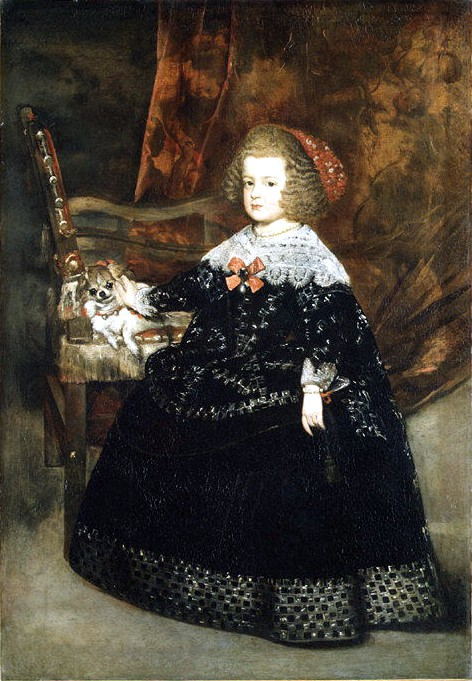
Infanta Maria Teresa aos 6 anos, por Juan Bautista Martinez del Mazo

Nascida uma infanta da Espanha e Portugal e arquiduquesa da Áustria, em 10 de setembro de 1638, no Real Sítio do Escorial, Maria Teresa era filha do rei Filipe IV da Espanha & III de Portugal e sua primeira esposa Isabel da França. Seu nome foi escolhido por sua mãe, que escolheu Santa Teresa como protetora de sua filha. Na Espanha era conhecida como María Teresa de Austrias e na França como Marie-Thérèse d'Autriche.
Maria Teresa foi criada pela governanta real Luisa Magdalena de Jesus. A educação religiosa da jovem infanta ficou à cargo primeiro por Juan de Palma e, mais tarde, pelo padre Vasquez, um homem reconhecido na Espanha por ser altamente educado e de grande virtude. A mãe de Maria Teresa morreu quando ela tinha apenas seis anos. A infanta era muito próxima de sua madrasta, Maria Ana da Áustria, que era apenas cinco anos mais velha.
Ao contrário da França, a Espanha não tinha lei Sálica, então era possível que uma mulher assumisse o trono. Quando o irmão de Maria Teresa, Baltasar Carlos, morreu em 1646, ela se tornou herdeira presuntiva do vasto Império Espanhol o qual "O sol nunca se deitava" e permaneceu assim até o nascimento de seu irmão Filipe Próspero, em 1657. Ela foi brevemente herdeira presuntiva mais uma vez entre 1 e 6 de novembro de 1661, após a morte do príncipe Filipe e até o nascimento do príncipe Carlos, que mais tarde herdaria o trono espanhol como Carlos II. Sua outra irmã, a infanta Margarida Teresa, foi a musa do famoso quadro As Meninas, de Velázquez.

## Casamento

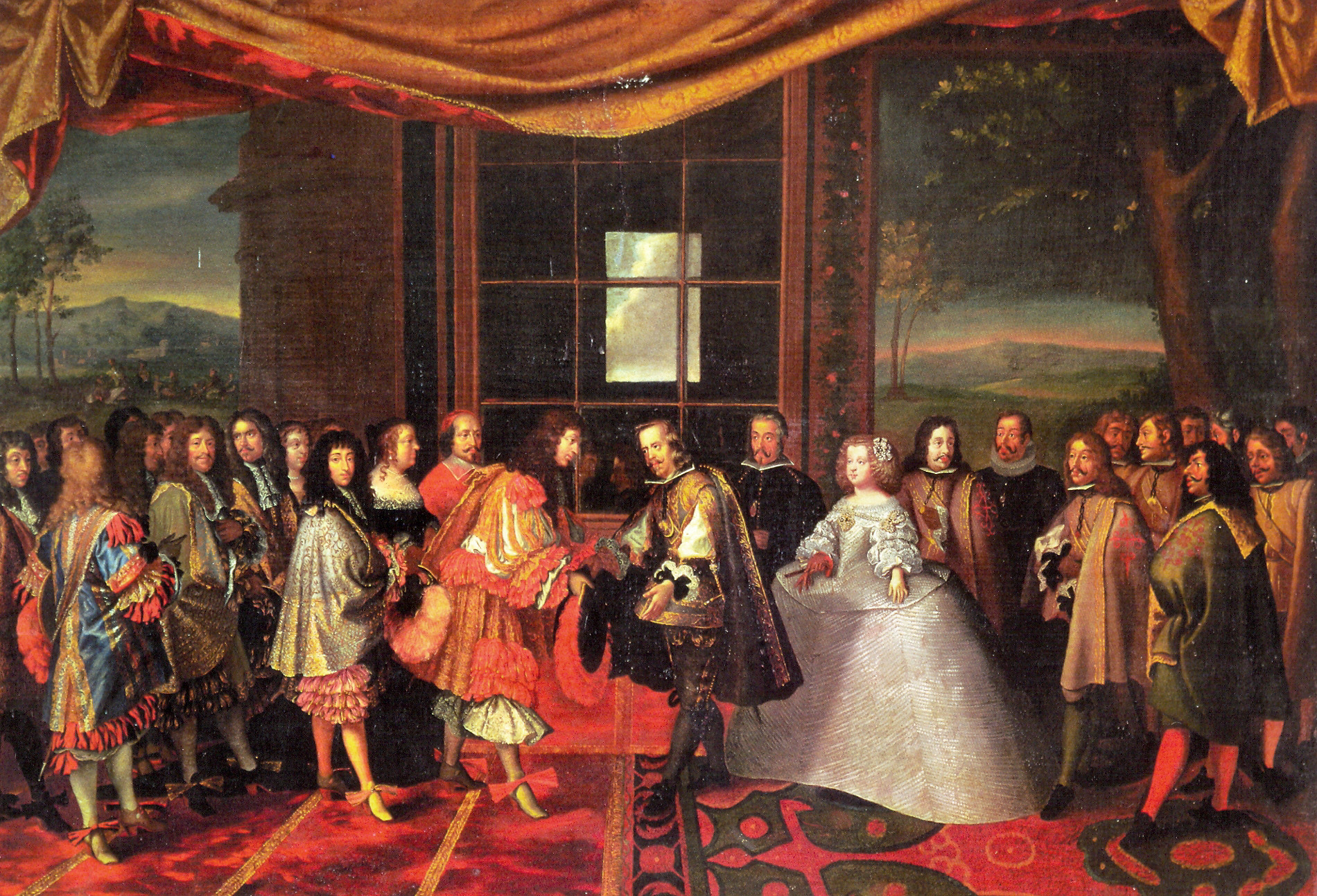
Luís XIV sendo apresentado a Maria Teresa por Filipe IV na ilha dos Faisões, 1660

Em 1658, a guerra com a França continuava e uma união entre as duas famílias reais, da Espanha e da França, foi proposta como meio de atingir a paz. Entretanto, a hesitação espanhola conduziu o cardeal Jules Mazarin, primeiro-ministro da França, a fingir procurar uma união para o rei com Margarida Violante de Saboia. Quando Filipe IV da Espanha ouviu sobre a reunião em Lyon entre as casas da França e de Saboia, ele supostamente exclamou sobre a união franco-savoiana: "não pode ser e não será". Filipe então enviou uma mensagem especial para a corte francesa, a fim de abrir as negociações de paz e de um casamento real.
Para prevenir uma união das duas coroas, os diplomatas espanhóis incluíram uma cláusula na qual Maria Teresa e seus descendentes seriam desprovidos de qualquer direito ao trono espanhol. Mas pela habilidade de Jules Mazarin, a cláusula só seria válida mediante pagamento de um grande dote. A Espanha estava empobrecida após décadas de guerra, e foi incapaz de pagar um dote de tais proporções, e a França nunca recebeu a quantia acordada de 500 000 escudos.
Em 2 de junho de 1660, Maria Teresa se casou por procuração com Luís em Fuenterrabia. Luis Méndez de Haro atuou como noivo.
Filipe IV e toda a corte espanhola acompanharam a noiva até a ilha dos Faisões, no rio Bidasoa, onde Luís XIV e sua corte iriam conhecer Maria Teresa. Em 7 de junho de 1660, Maria Teresa partiu da Espanha. A cerimônia de casamento se realizou em 9 de junho de 1660, em Saint-Jean-de-Luz. Após o casamento, Luís queria consumar o casamento o mais rápido possível.

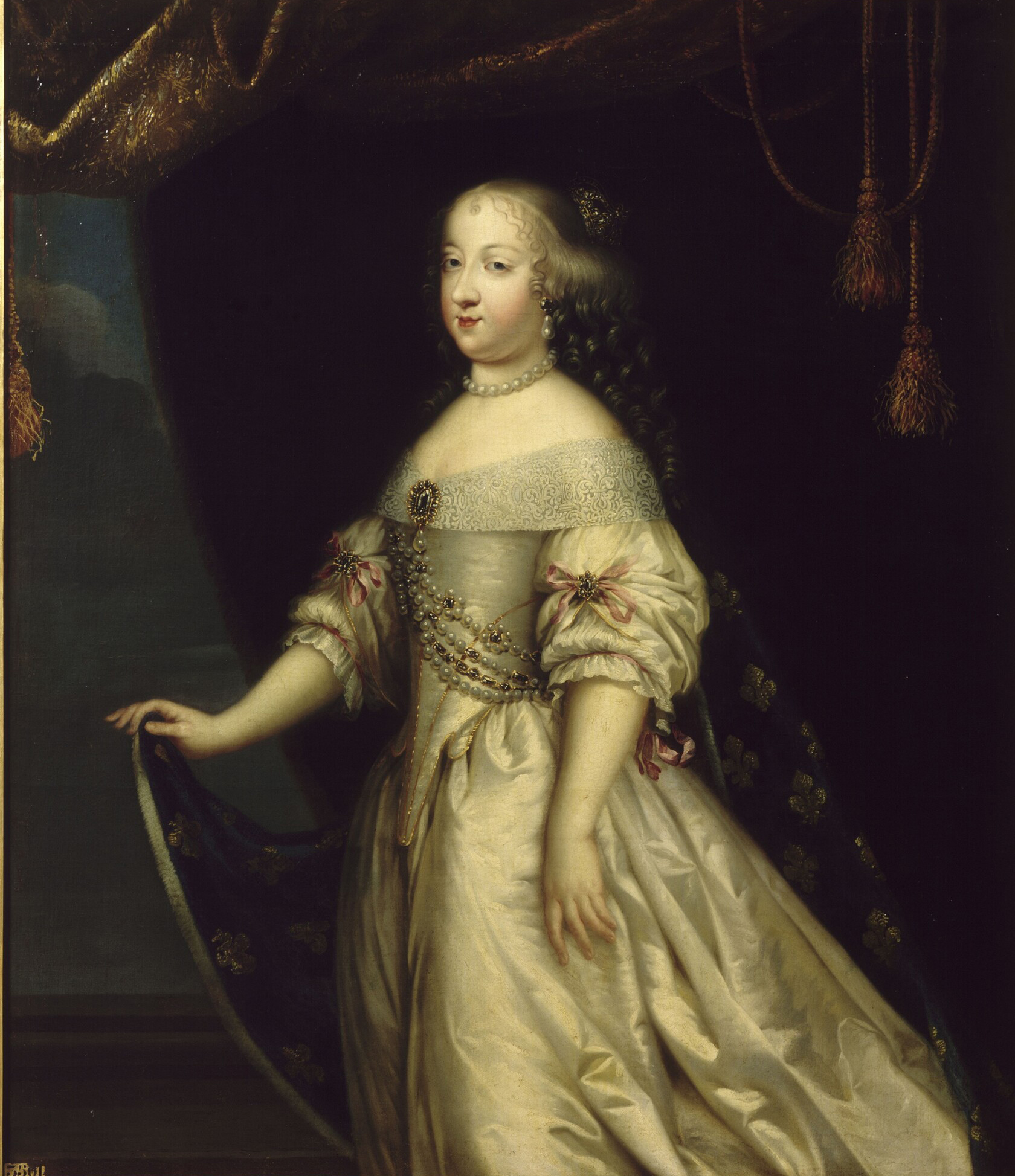
Rainha Maria Teresa

## Vida na França
O novo rei e rainha de França fizeram uma passeata pelas ruas de Paris em 26 de agosto de 1660, na tradicional cerimônia da Entrada Real, para a apresentação de Maria Teresa na corte da França. Ela sorria e acenava graciosamente. À sua chegada ao Louvre, a sua sogra e tia Ana da Áustria tomou-a sob a sua proteção. Tentou ensinar-lhe o ofício de rainha, mas Maria Teresa nunca se mostrou realmente à altura. Maria Teresa terminou por atingir um bom controle do francês, embora seu ligeiro sotaque espanhol fosse considerado irritante pela corte, mas não tinha as capacidades necessárias para ser uma boa rainha. Mesmo assim, Ana da Áustria ainda via na sua nora a mulher que lhe daria netos. 
Maria Teresa teve dificuldade em se adaptar à vida na corte francesa, muitas vezes lutando para entender os prazeres e o humor franceses. Ela se apegou à sua sogra, a rainha-mãe, Ana da Áustria, a quem ela carinhosamente se referia como "tia". Ana e Maria Teresa falavam, às vezes, uma com a outra apenas em espanhol; como resultado, Maria Teresa nunca perdeu o sotaque). Religiosamente devota, Maria Teresa gostava de longas missas latinas e da celebração de festas tradicionais espanholas. Maria Teresa continuou a gastar muito do seu tempo livre jogando cartas e jogos de azar. Ela desempenhou pouco papel em assuntos políticos, embora tenha atuado brevemente como regente em 1667, enquanto seu marido estava em campanhas estrangeiras.

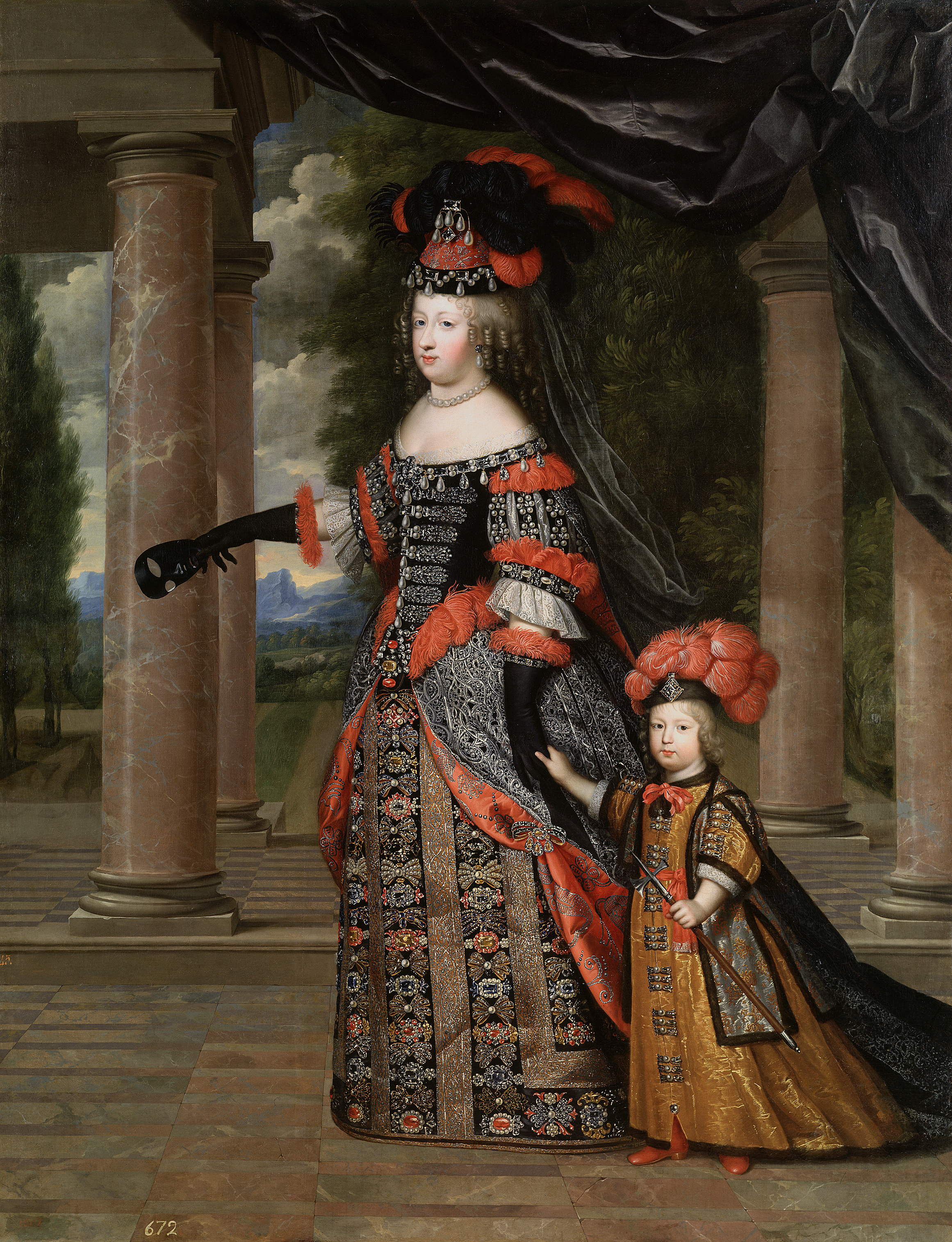
Maria Teresa com seu único filho sobrevivente, Luís, em trajes de gala

Maria Teresa engravidou pela primeira vez no início de 1661.Ela deu à luz o tão esperado Grande Delfim em 1 de novembro de 1661, cumprindo seu dever principal como rainha. Foi agraciada pelo Papa Clemente IX com a Rosa de Ouro por ocasião do nascimento do delfim. Luís ficou ao seu lado durante o parto difícil e demonstrou imenso cuidado e apoio, mas sua devoção durou pouco e ele imediatamente começou a perseguir a bela Louise de La Vallière.
No início, Luís era muito afetuoso e atencioso com ela, chegando a ordenar que "a rainha e ele nunca deveriam ser separados, não importa quão pequena fosse a casa em que estivessem hospedados", e tentou manter sua infidelidade constante escondida. Maria Teresa desprezava a infidelidade prolongada de seu marido com Francisca Atenas, Marquesa de Montespan. Luís repreendeu Madame de Montespan quando seu comportamento na corte desrespeitou flagrantemente a posição da rainha, mas muitas vezes demonstrou um nível de indulgência para com ela que superou seu tratamento à rainha. Em 1666, a morte retirou-lhe um apoio que tinha na corte: a sua sogra e tia, a rainha-mãe Ana da Áustria. A partir de novembro de 1679, viu a legitimação das crianças de seu marido e suas amantes. 
Mais tarde, a governanta dos filhos legitimados de Montespan com o rei, Madame de Maintenon, veio suplantar sua amante nas afeições do rei. A princípio, ela resistiu aos avanços do rei e o encorajou a dar mais atenção à sua esposa há muito negligenciada, uma consideração que Maria Teresa retribuiu com leniência para com a nova favorita. Após a morte da rainha, Maintenon se tornaria a segunda esposa do rei, embora oficialmente secreta.
Maria Teresa não teve participações em casos políticos, exceto nos anos de 1667, 1672 e 1678, quando agiu como regente durante a ausência de Luís XIV em campanhas estrangeiras. Em 1665, o pai de Maria Teresa morreu, deixando o trono vago. Luís XIV aproveitou para pedir uma parte da herança durante a Guerra de Descentralização. Sua nacionalidade espanhola foi motivo para que Luís declarasse guerra à Espanha, pois julgava ser herança de Maria Teresa, a região dos Países Baixos Espanhóis. Em 1680, Maria Teresa tentou casar a sobrinha materna Maria Antónia da Áustria com seu filho, o Grande Delfim, mas o plano foi frustrado pelo próprio Luís XIV, que decidiu casar o único filho com Maria Ana Vitória da Baviera.
Há rumores de que Maria Teresa teve uma filha ilegítima, Louise Marie-Therese (a freira negra de Moret).

## Morte

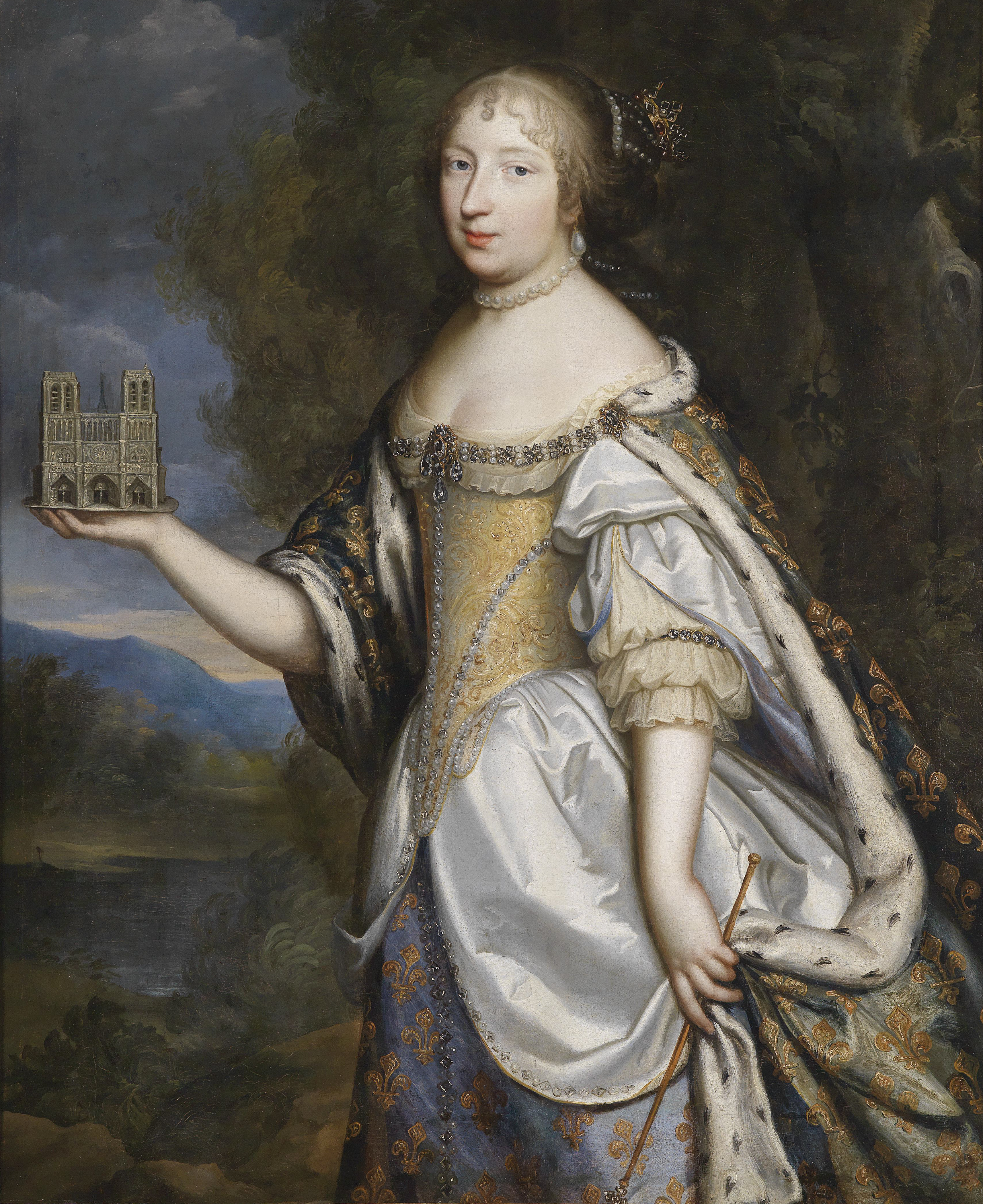
Maria Teresa, protetora da Catedral de Notre-Dame de Paris

Em julho de 1683, Maria Teresa desenvolveu um abscesso na axila que deu origem a uma febre. Seu médico, Guy Crescent Fagon, insistiu em sangrá-la, apesar das objeções. Apesar dos esforços dos médicos, a saúde da rainha piorou progressivamente e ela morreu as três da tarde de 30 de julho de 1683, no Palácio de Versalhes. Suas últimas palavras foram: "Desde que sou rainha, tive apenas um dia feliz". Luís XIV disse sobre sua morte: "Esta é a primeira tristeza que ela me causa".
Marc-Antoine Charpentier compôs um afresco musical para seu grandioso funeral (H.409 , H.189, H.331, H.251). Lully executa seu Dies irae e seu De profundis, Bossuet faz seu discurso fúnebre.[carece de fontes?]
Foi sepultada na Basílica de Saint-Denis. O seu túmulo foi profanado e destruído durante a Revolução Francesa.

## Na cultura popular
Em 2000, Maria Teresa foi interpretada pela atriz Nathalie Cerda no filme Vatel - Um Banquete para o Rei, de Roland Joffé. Maria Teresa foi interpretada pela atriz francesa Elisa Lasowski na série de televisão Versailles de 2015.

## Descendência

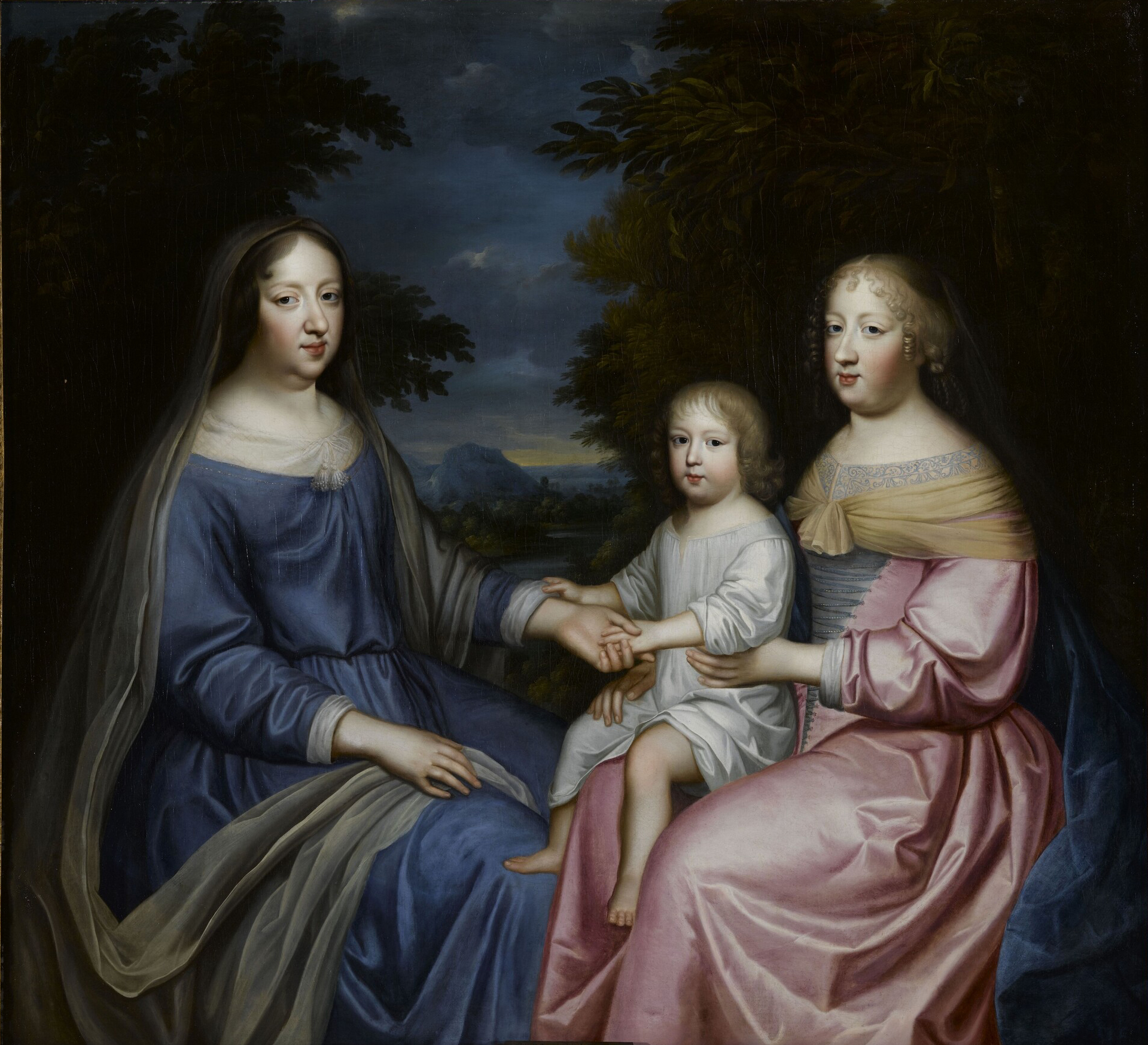
Maria Teresa com seu único filho sobrevivente, Luís, à direita de sua tia e sogra Ana da Áustria

| Nome                           | Nascimento             | Morte                  | Observações                                                          |
| ------------------------------ | ---------------------- | ---------------------- | -------------------------------------------------------------------- |
| Luís, Grande Delfim            | 1 de novembro de 1661  | 14 de abril de 1711    | Casou-se com Maria Ana Vitória da Baviera em 1680, com descendência. |
| Ana Isabel                     | 18 de novembro de 1662 | 30 de dezembro de 1662 | Morreu na infância.                                                  |
| Maria Ana                      | 16 de novembro de 1664 | 26 de dezembro de 1664 | Morreu aos 40 dias                                                   |
| Maria Teresa                   | 2 de janeiro de 1667   | 1 de março de 1672     | Morreu aos 5 anos.                                                   |
| Filipe Carlos, Duque de Anjou  | 5 de agosto de 1668    | 10 de julho de 1671    | Morreu aos 2 anos.                                                   |
| Luís Francisco, Duque de Anjou | 14 de junho de 1672    | 4 de novembro de 1672  | Morreu aos 4 meses.                                                  |